# تهيؤ (نفس)
التهيؤ في علم النفس هو التأثر بمثير بحيث يحدث لدى المرء ميل مؤقت إلى رد الفعل بكيفية معينة دون أخرى. وينقسم إلى تهيؤ ذهني، كتجربة حلول سابقة لمعالجة مشاكل حالية، وتهيؤ إدراكي، كأن ينتبه الشخص عند سماع اسمه وسط جماعة من الناس.